# 고생물학사

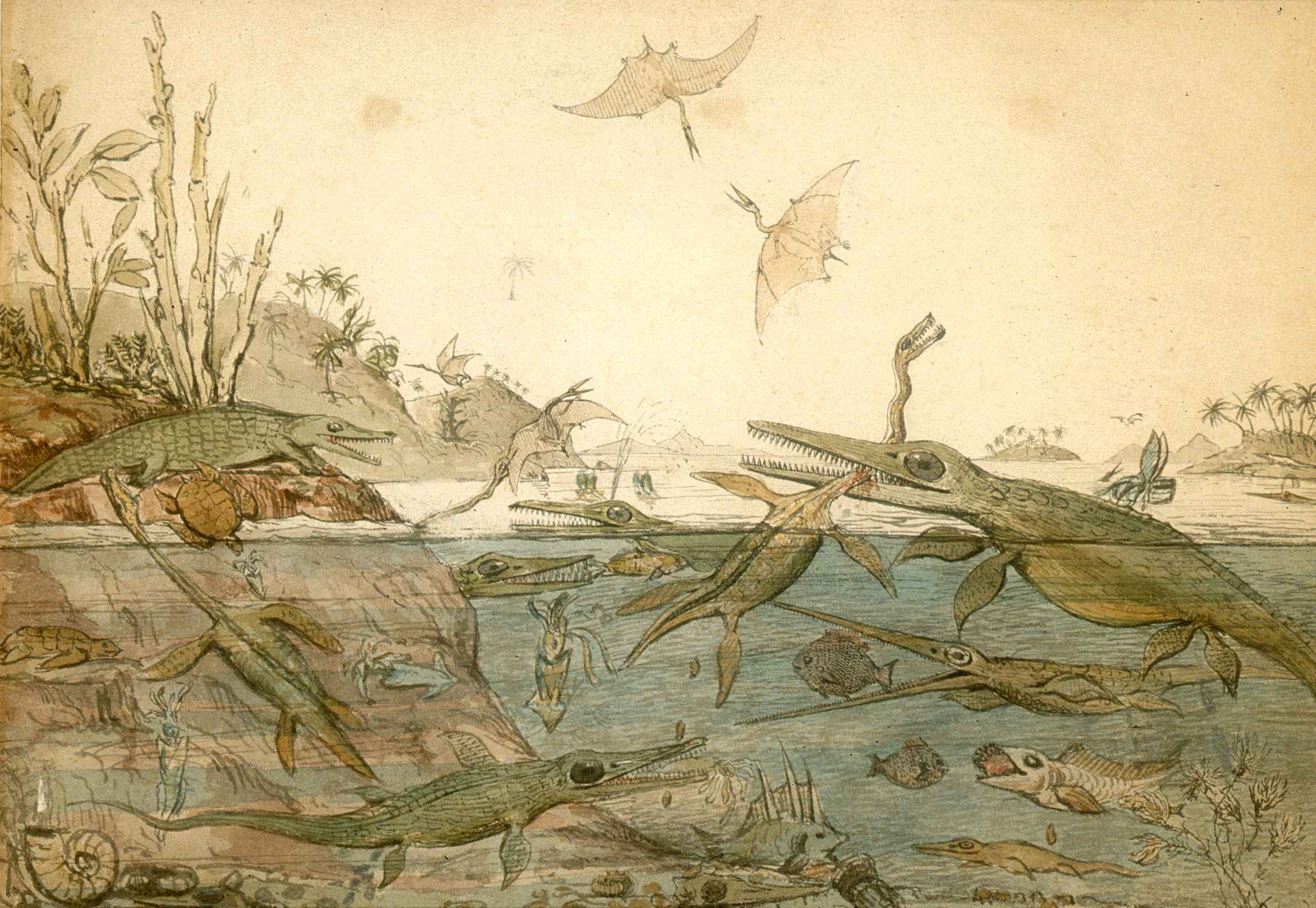
Duria Antiquior – A more Ancient Dorset은 Mary Anning이 발견한 화석을 기반으로 지질학자 Henry De la Beche가 1830년에 그린 수채화이다. 18세기 말과 19세기 초는 지구 생명체의 역사에 대한 사상이 급격하고 극적으로 변한 시기였다.

고생물학사는 살아있는 유기체가 남긴 화석 기록을 연구하여 지구 생명체의 역사를 이해하려는 노력의 역사를 추적하는 학문이다.
고생물학은 과거의 살아있는 유기체를 이해하는 것과 관련이 있기 때문에 생물학의 한 분야라고 볼 수 있지만, 그 역사적 발전은 지질학 및 지구 자체의 역사를 이해하려는 노력과 밀접한 관련이 있다.
크세노파네스(기원전 570-480년), 헤로도토스(기원전 484-425년), 에라토스테네스(기원전 276-194년), 스트라본(기원전 64-24년)은 해양 생물의 화석에 관해 저술했는데, 이는 육지가 한때 물과 해양 생물의 지배 아래 있었다는 것을 나타낸다. 고대 중국인들은 그것들을 용의 뼈로 간주하고 문서화했다. 중세 시대, 화석은 14세기에 작센의 알베르트(Albert of Saxony)가 치유의 책(1027)에서, 페르시아 박물학자 이븐 시나(유럽에서는 아비세나로 알려짐)에 의해 논의되었다. 중국의 박물학자 심괄(1031-1095)은 석화된 대나무의 증거를 기반으로 기후 변화 이론을 제안했다.
근대 초기 유럽에서는 이성의 시대에 일어난 자연 철학의 변화에서 화석에 대한 체계적인 연구가 불가분의 한 부분으로 등장하였다. 화석의 본질과 과거의 생명체와의 관계는 17세기와 18세기에 더 잘 이해되었으며, 18세기 말에 조르주 퀴비에의 연구는 멸종의 현실에 대한 오랜 논쟁을 종식시켰고, 비교 해부학과 관련하여 고생물학을 출현시켰다. 화석 기록에 대한 지식의 확장은 지질학, 특히 층서학의 발전에 더욱 중요한 역할을 했다.
1822년에 "고생물학"이라는 단어는 프랑스 과학 저널의 편집자가 화석을 통한 고대 생물의 연구를 언급하는 데 사용되었으며 19세기 전반부에는 지질학적 및 고생물학적 활동이 성장과 함께 점점 더 잘 조직되는 것을 보았다. 지질 학회 및 박물관의 증가와 전문 지질학자 및 화석 전문가의 수가 증가하고 있다. 이것은 지구 생명체의 역사에 대한 지식의 급속한 증가와 화석 증거를 기반으로 한 지질학적 시간 척도의 정의를 향한 진전에 기여했다.
생명의 역사에 대한 지식이 계속 향상됨에 따라 생명의 발달에는 일종의 연속적인 질서가 있었다는 것이 점점 더 분명해졌다. 이것은 종의 변환에 대한 초기의 진화 이론을 장려할 한 것이다. 찰스 다윈이 1859년에 종의 기원(Origin of Species)을 출판한 후, 고생물학의 대부분은 인간 진화 및 진화 이론을 포함한 진화 경로를 이해하는 것으로 바뀌었다.
19세기 후반에는 특히 북미 지역에서 고생물학 활동이 엄청나게 확장되었다. 이러한 경향은 20세기 말에 중국에서 일련의 중요한 발견에 의해 입증된 바와 같이 체계적인 화석 수집을 위해 지구의 추가 지역이 개방되면서 20세기에도 계속되었다. 많은 과도기 화석이 발견되었으며, 현재 모든 종류의 척추동물이 어떻게 관련되어 있는지에 대한 풍부한 증거가 있는 것으로 간주되며, 대부분이 과도기 화석의 형태이다. 20세기의 마지막 몇 십 년 동안 대량 멸종과 지구 생명체의 진화에서 그 역할에 대한 새로운 관심이 나타났다. 또한 대부분의 동물 문의 신체 구조가 발달한 캄브리아기 폭발에 대한 새로운 관심이 있었다. 에디아카라 생물군의 화석 발견과 고생물학의 발전은 캄브리아기 훨씬 이전까지 생명체의 역사에 대한 지식을 확장했다.

## 17세기 이전
일찍이 기원전 6세기에 그리스 철학자 콜로폰(Colophon)의 크세노파네스(Xenophanes, 기원전 570-480년)는 일부 화석 껍질이 조개류의 잔해라는 것을 인식했고, 당시 육지는 바다 밑에 있었다고 주장하곤 했다. 레오나르도 다 빈치(1452-1519)는 미공개 공책에서 일부 조개 껍질 화석이 조개의 잔해라고 결론지었다. 그러나 두 경우 모두 화석은 살아있는 종과 매우 흡사한 갑각류 종의 완전한 잔해였으므로 분류하기 쉬웠다.
1027년에 페르시아의 박물학자인 이븐 시나(유럽에서는 Avicenna로 알려짐)는 치유의 책에서 화석의 돌 같은 현상이 어떻게 발생했는지에 대한 설명을 제안했다. 그는 아리스토텔레스의 아이디어를 수정했는데, 그것은 증기 호기의 관점에서 설명했다. 이븐 시나는 이것을 14세기 작센의 알베르트가 정교화한 석화 유체 이론(succus lapidificatus)으로 수정했으며 16세기까지 대부분의 박물학자에 의해 어떤 형태로든 받아들여졌다.
심괄(송나라, 沈括)(1031-1095)는 태항산맥에서 발견된 해양 화석을 이용하여 시간에 따른 지형과 해안의 이동과 같은 지질학적 과정의 존재를 추론하였다. 그는 산시(陝西)성 산베이(山北) 지역 옌안(Yan'an) 지하에서 발견된 보존 석화 대나무를 관찰하여 점진적 기후 변화 이론을 주장했다.
자연의 관찰, 분류 및 목록화에 대한 새로운 강조의 결과로, 유럽의 16세기 자연 철학자들은 새로운 종을 더 쉽게 구분하기 위해, 종종 특별히 제작된 보관소에 보관되었던 광범위한 화석 개체 컬렉션을 구축하기 시작했다. 콘라드 게스너는 그러한 캐비닛과 컬렉션에 대한 최초의 상세한 설명 중 하나를 포함하는 화석에 대한 1565년 작업을 출판했다. 컬렉션은 게스너가 자신의 작품을 위해 그린 광범위한 통신원 네트워크의 일원이었다. 자연 철학자와 수집가 사이의 이러한 비공식 통신 네트워크는 16세기 동안 점점 더 중요해졌으며 17세기에 형성되기 시작할 과학 사회의 직접적인 선구자였다. 이러한 캐비닛 컬렉션과 통신 네트워크는 자연 철학의 발전에 중요한 역할을 했다.
그러나 대부분의 16세기 유럽인들은 화석이 살아있는 유기체의 잔해라는 것을 인식하지 못했다. 화석(fossils)이라는 단어의 어원은 파헤친 것들의 라틴어에서 유래했다. 이것이 시사하는 바와 같이, 이 용어는 유기적 기원을 가지고 있는지 여부에 관계없이 다양한 돌 및 돌과 같은 물체에 적용되었다. 게스너(Gesner)와 게오르크 아그리콜라(Georg Agricola)와 같은 16세기 작가들은 물체의 기원을 결정하는 것보다 그러한 물체를 물리적, 신비로운 속성으로 분류하는 데 더 관심이 있었다. 또한 그 시대의 자연 철학은 화석의 기원에 대한 대안적인 설명을 장려했다. 아리스토텔레스와 신플라톤 철학 학파는 돌로 된 물체가 지구 내에서 자라서 생명체를 닮을 수 있다는 생각을 지지했다. 신플라톤주의 철학은 생물과 무생물 사이에 유사성이 있어 한 대상이 다른 대상을 닮게 할 수 있다고 주장했다. 아리스토텔레스 학파는 살아있는 유기체의 씨앗이 땅에 들어가서 그러한 유기체와 유사한 물체를 생성할 수 있다고 주장했다.

### 레오나르도 다빈치와 고생물학의 발전
다빈치는 고생물학의 두 가지 주요 분야인 화석 고생물학과 생흔화석 사이의 연속성을 확립했다. 다빈치는 화석의 두 가지 주요 부류를 다뤘다.
1. 몸의 화석, 예를 들어 화석화된 껍질.
2. 생흔화석(생흔화석, 미량 화석으로도 알려짐), 즉 생명체-기질 상호작용의 화석화된 산물(예: 굴과 구멍).

Leicester 코드의 Folio 8에서 10에서 다빈치는 그의 동시대 사람들의 성가신 문제 중 하나를 해결하면서 신체 화석의 주제를 조사했다. 다빈치는 연체동물 화석의 생물학적 특성과 퇴적물 기질을 정확하게 해석하여 이 질문에 답했다. 레오나르도 다빈치의 해석은 인체 화석의 본질에 대한 3세기 동안의 과학적 논쟁을 능가했기 때문에 매우 혁신적인 것으로 보인다. 다빈치는 화석 개체의 본질에 대한 자신의 생각을 증명하기 위해 무척추 동물의 연화석을 고려했다. 다빈치에게 생흔화석은 다음 두 가지를 입증하는 중요한 역할을 했다.
1. 석화된 조개껍데기의 유기적 성질
2. 화석 물체가 있는 암석층의 퇴적 기원

이를 통해 다빈치는 생물 침식 생흔화석이 무엇인지 설명했다.
파르마(Parma)와 피아첸차(Piacenza) 주변의 언덕은 풍부한 연체 동물과 산호초가 여전히 암석에 붙어 있는 것을 보여준다. 내가 밀라노에서 위대한 말 작업을 하고 있을 때, 어떤 농부들이 나에게 엄청난 양의 말을 가져왔다.
— 레스터 코드, 폴리오 9r
이러한 화석 천공을 통해 다빈치는 무기 이론, 즉 소위 석화된 조개 껍질(연체 동물의 몸 화석)이 무기물에 대한 호기심이라는 생각을 논박할 수 있었다. 다빈치는 다음과 같이 말했다.
''(무기 이론은 사실이 아니다) 왜냐하면 (동물이)나무에 있는 벌레와 같은 방식으로 소비한 껍질에 (동물의)움직임의 흔적이 남아 있기 때문이다...''
— 레스터 코드, 폴리오 9v
다빈치는 화석 천공뿐만 아니라 굴에 대해서도 논의했다. 다빈치는 퇴적층의 해양 특성을 입증하기 위한 고환경 도구로 화석 굴을 사용했다.
한 층과 다른 층 사이에는 아직 마르지 않았을 때 그 사이로 기어 들어온 벌레의 흔적이 남아 있다. 모든 바다 진흙은 여전히 조개를 포함하고 조개는 진흙과 함께 석화된다.
— 레스터 코드, 폴리오 10v
다른 르네상스 박물학자들은 르네상스 기간에 무척추 동물의 연화석을 연구했지만 그들 중 누구도 그러한 정확한 결론에 도달하지 못했다. 무척추 동물 생흔화석에 대한 다빈치의 고려 사항은 동시대 사람의 것과 비교할 때뿐만 아니라 후대의 해석과 비교할 때 매우 현대적이다.
1800년대까지만 해도 무척추동물의 생흔화석이 후코이드(fucoid) 또는 해조류로 설명되었고, 1900년대 초반이 되어서야 그 정체가 널리 알려지게 되었다. 이러한 이유로 다빈치는 고생물학의 두 가지 주요 분야, 즉 신체 화석과 ichnology 연구의 창시자로 간주된다.

## 17세기

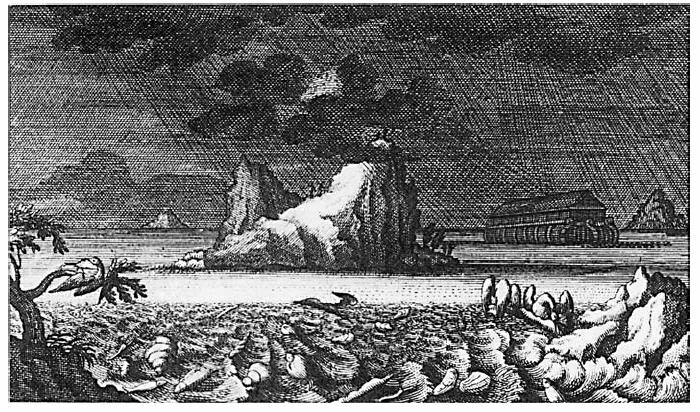
요한 야콥 슈처(Johann Jakob Scheuchzer)는 그의 대홍수 식물표본관 (1709)에서 성서의 홍수를 사용하여 화석을 설명하려고 했다.

이성의 시대에는 자연철학의 근본적인 변화가 화석분석에 반영되었다. 1665년 키르허는 그의 Mundus subterraneus에서 거대한 뼈를 멸종된 거대 인간 종족의 것으로 돌렸다. 같은 해에 로버트 훅은 현미경으로 관찰한 내용을 그림으로 모은 Micrographia를 출판했다. 이러한 관찰 중 하나는 "석화 목재 및 기타 석화 몸체"라는 제목으로 명명되었으며, 여기에는 석화 목재와 일반 목재의 비교가 포함되었다. 그는 석화된 나무가 "돌과 흙 입자가 함침된 물"로 적셔진 일반 나무라고 결론지었다. 그런 다음 그는 여러 종류의 화석 조개껍데기가 일반 조개에서 비슷한 과정으로 형성되었다고 제안했다. 그는 그러한 물체가 "지구 자체에 잠재된 어떤 비범한 Plastick 미덕에 의해 형성된 돌"이라는 일반적인 견해에 반대하여 주장했다. 훅은 화석이 1668년에 쓴 지구 생명체의 역사에 대한 증거를 제공했다고 믿었다.
(중략) ··· 유명인의 주화, 메달, 항아리 및 기타 기념물, 도시 또는 기구의 발견이 의심할 여지 없는 증거로 인정되는 경우, 그러한 사람 또는 사물이 과거에 존재했었다는 사실이 분명히 그러한 석화일 수 있다. 이전에 그러한 야채나 동물이 있었다는 것과 같은 타당성과 증거가 허용되어야 하며, 모든 이성적인 사람들이 읽을 수 있는 진정한 보편적인 특성이다.

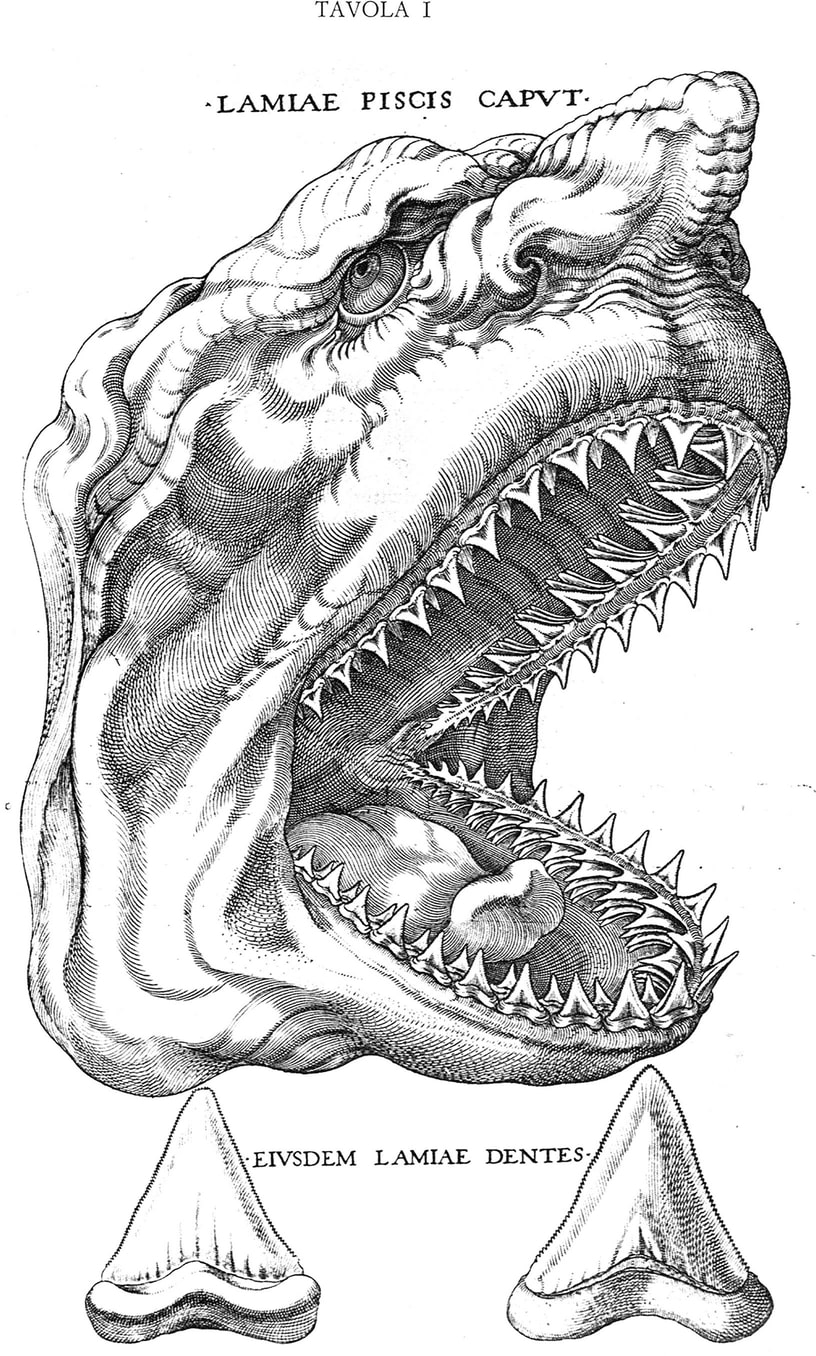
스테노(Steno)의 1667년 논문의 삽화는 비교를 위해 상어 머리와 이빨 화석이 있는 이빨을 보여준다.

훅은 그러한 화석 중 일부가 과거의 지질학적 재앙에서 멸종된 종을 대표할 가능성을 받아들일 준비가 되어 있었다.
1667년 스테노는 그가 해부한 상어 머리에 관한 논문을 썼다. 그는 상어의 이빨을 글로소페트라(glossopetrae)로 알려진 일반적인 화석 물체와 비교했다. 그는 화석이 상어 이빨임에 틀림없다고 결론지었다. 그 후 스테노는 화석에 대한 질문에 관심을 갖게 되었고, 화석의 유기적 기원에 대한 몇 가지 이의를 제기하기 위해 암석 지층을 연구하기 시작했다.
이 작업의 결과는 1669년에 "Forerunner to a Dissertation on a solid naturally enclosed in a solid"라는 책으로 출판되었다. 이 책에서 Steno는 암석 내부에서 실제로 형성된 암석 결정과 같은 물체와 암석 외부에서 형성된 화석 껍데기 및 상어 이빨과 같은 물체를 명확하게 구분했다. 스테노는 어떤 종류의 암석이 수평적 퇴적층의 연속적인 퇴적에 의해 형성되었으며 화석은 그 퇴적물에 묻힌 살아있는 유기체의 잔해라는 것을 깨달았다.
대다수의 17세기 자연 철학자들과 마찬가지로 지구의 나이가 겨우 수천 년이라고 믿었던 스테노는 바다에서 멀리 떨어진 해양 유기체의 화석에 대한 가능한 설명을 성서 속 홍수 이야기에서 찾았다.
Forerunner의 상당한 영향에도 불구하고 Martin Lister(1638-1712)와 John Ray(1627-1705)와 같은 박물학자들은 계속해서 일부 화석의 유기적 기원에 의문을 제기했다. 그들은 특히 훅이 주장하는 유기적 기원의 화석 암모나이트(Ammonites)와 같이 알려진 살아있는 종과 닮지 않은 생물체에 대해 우려했다. 이것은 그들이 철학적, 신학적 이유로 받아들이기 어려운 멸종 가능성을 제기했기 때문이다. 1695년에 Ray는 웨일즈의 박물학자인 Edward Lluyd에게 다음과 같이 불평했다. "신과 철학자들 사이에서 최초의 창조 이후로 동물이나 식물의 종들이 사라지지 않았으며 새로운 종들이 생산되지 않았다는 것은 정당한 이유가 없다."

## 18세기

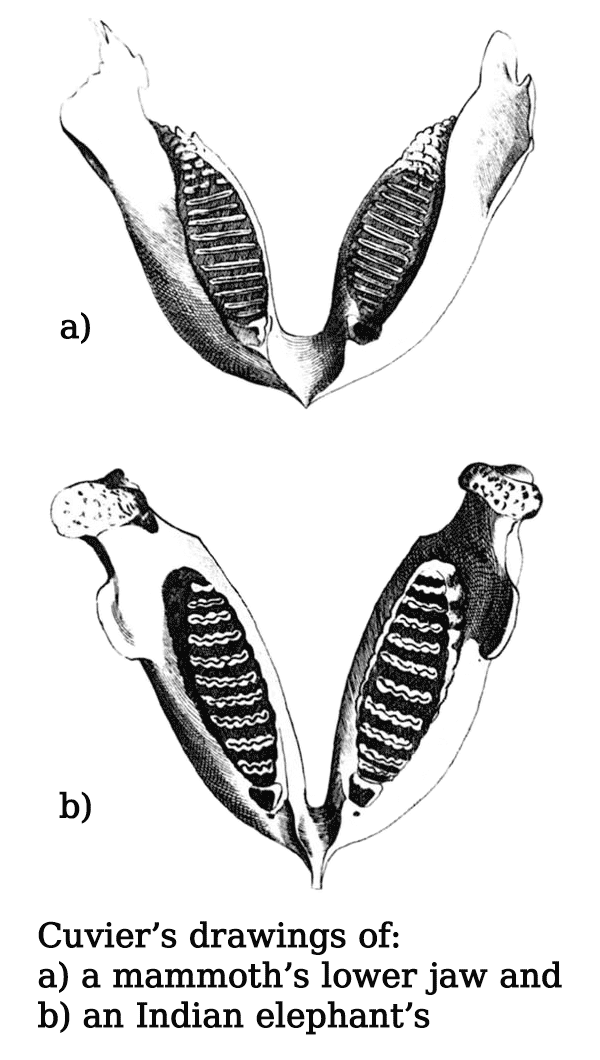
턱을 비교하는 그림은 살아있는 코끼리와 화석 코끼리에 대한 퀴비에의 1796년 프레젠테이션이 출판된 1799년에 추가되었다.

1778년의 자연의 시대(Epochs of Nature)에서 조르주 부폰(Georges Buffon)은 화석, 특히 북유럽에서 발견된 코끼리나 코뿔소와 같은 열대 종의 화석을 지구가 현재보다 훨씬 더 따뜻했다가 서서히 식기 시작했다는 이론의 증거로 언급했다.
1796년 조르주 퀴비에는 인도 코끼리와 아프리카 코끼리의 골격 유적을 매머드와 그가 나중에 비교 해부학을 활용하여 마스토돈이라고 명명할 동물의 화석과 비교하는 살아있는 코끼리와 코끼리 화석에 관한 논문을 발표했다. 그는 인도코끼리와 아프리카코끼리가 다른 종이며 매머드가 둘 다 다르며 메머드는 분명히 멸종된 것임을 처음으로 확립했다. 그는 또한 마스토돈이 매머드보다 인도 코끼리나 아프리카 코끼리와 다른 멸종된 또 다른 종이라고 결론지었다.
퀴비에는 1796년 파라과이의 커다란 나무늘보 화석 골격에 대한 두 번째 논문을 발표했을 때 고생물학에서 비교 해부학의 힘을 강력하게 입증했다. 고생물학과 비교 해부학에 대한 퀴비에의 획기적인 연구는 멸종에 대한 광범위한 수용으로 이어졌다. 또한 퀴비에는 화석 기록에 의해 밝혀진 유기체의 연속성을 설명하기 위해 격변설의 지질학적 이론을 옹호하게 되었다. 그는 또한 매머드와 털코뿔소는 현재 열대지방에 살고 있는 코끼리와 코뿔소와 같은 종이 아니기 때문에 그들의 화석이 냉각된 지구에 대한 증거로 사용될 수 없다고 지적했다.

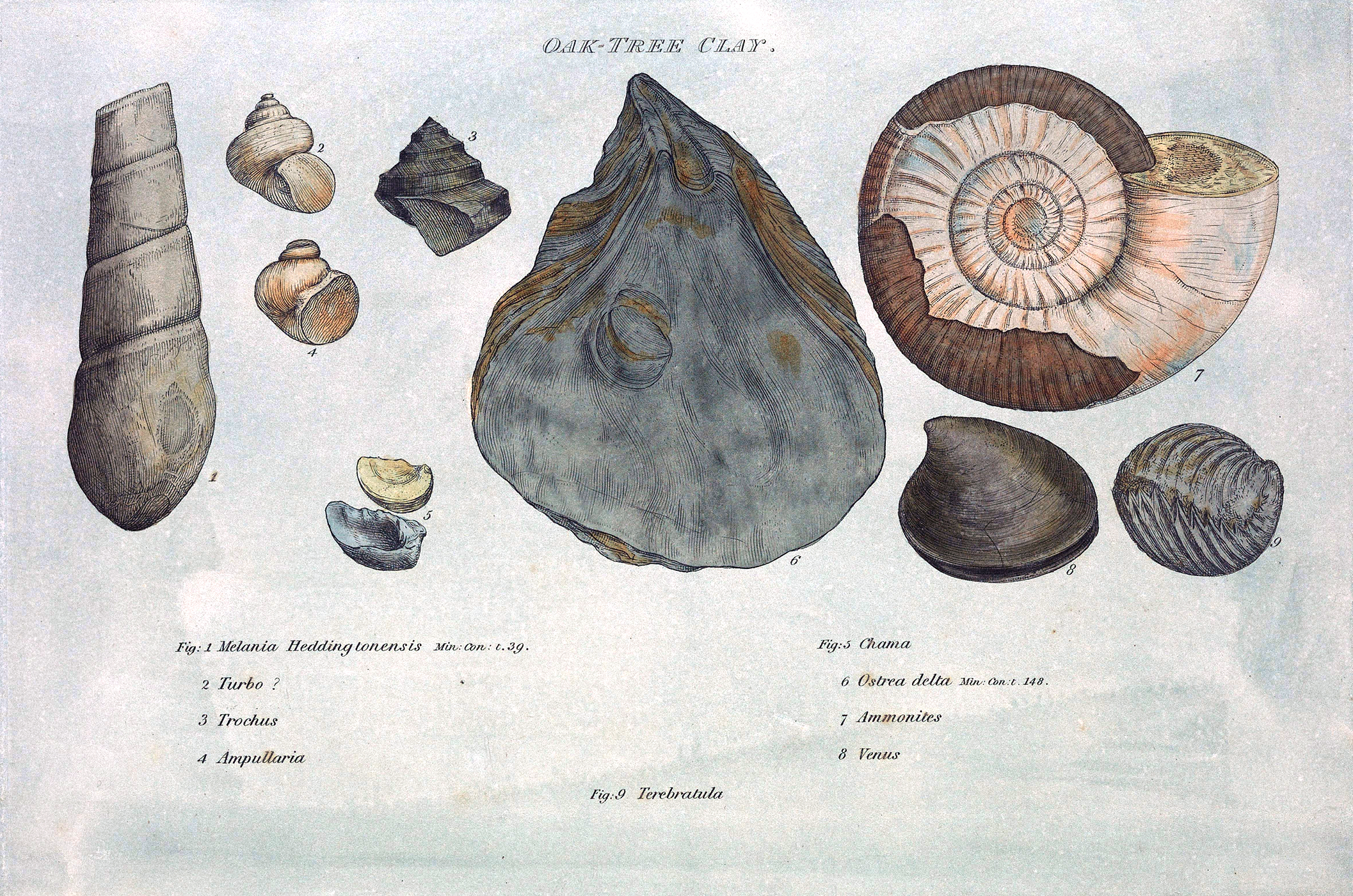
조직화 화석(1817)의 William Smith 지층 의 삽화

층서학의 선구적인 응용에서 측량사이자 광산 엔지니어인 윌리엄 스미스는 화석을 광범위하게 사용하여 다양한 위치에 있는 암석 지층의 상관 관계를 확인했다. 그는 1790년대 후반과 19세기 초반에 영국의 첫 번째 지질 지도를 만들었다. 그는 퇴적암의 각 지층이 특정 유형의 화석을 포함하고 이들이 서로 멀리 떨어져 있는 지질학적 지층에서도 예측 가능한 방식으로 서로 계승될 것이라는 생각인 동물상 천이의 원리를 확립했다. 동시에 퀴비에와 파리 광산 공학 학교의 강사인 브롱니아르는 파리 주변 지역의 지질학에 대한 영향력 있는 연구에서 유사한 방법을 사용했다.

## 19세기 초~중반

### 화석 연구와 고생물학이라는 단어의 기원

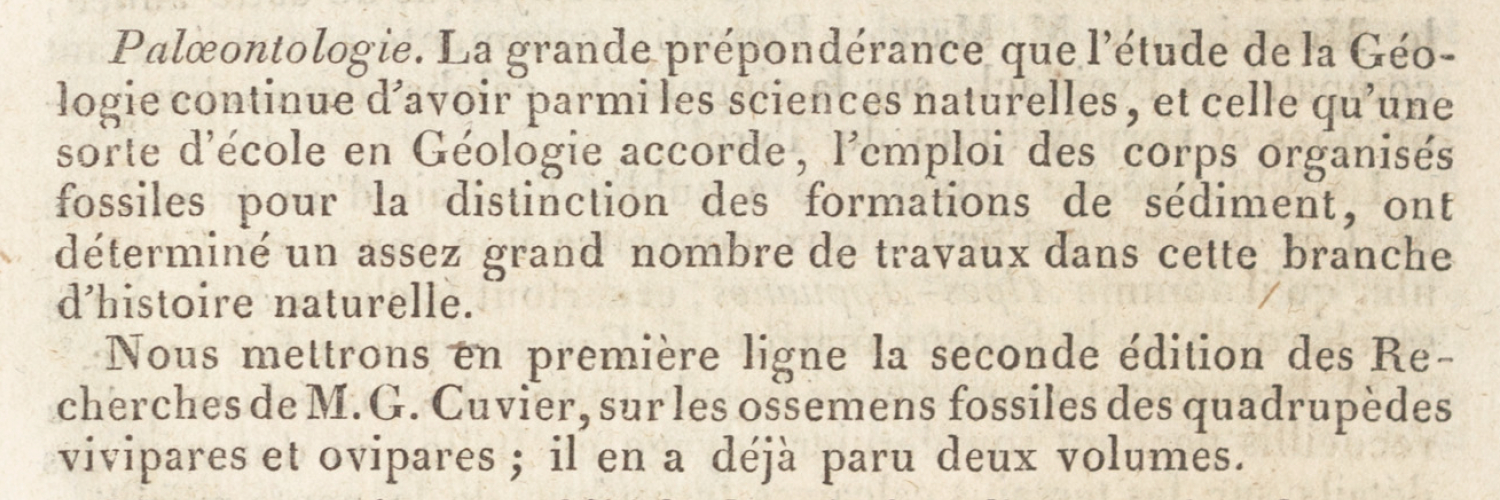
1822년 1월 Henri Marie Ducrotay de Blainville이 Journal de physique에서 처음으로 사용한 고생물학.

Smithsonian Libraries는 척추 고생물학의 토대를 마련한 작품의 초판이 1812년 프랑스에서 출판된 퀴비에의 Recherches sur les ossements fossiles de quadrupèdes(Researches on quadruped fossil bones)이라고 생각한다. 이 작품(1821)의 두 번째 판을 참조하면, 퀴비에의 제자이자 과학 간행물 Journal de physique의 편집자인 Henri Marie Ducrotay de Blainville가 1822년 1월 Journal de physique에 "Analyse des principaux travaux dans les sciences"라는 기사를 썼다. 이 기사에서 Blainville은 처음으로 인쇄된 단어 palæontologie를 공개했으며 나중에 영어 단어 "고생물학"을 제공했다. Blainville은 이미 1817년에 퀴비에와 다른 사람들이 화석 뼈에서 멸종된 동물을 재구성하는 작업을 언급하기 위해 고생물학(paléozoologie)이라는 용어를 만들었다. 그러나 Blainville은 화석 동물과 식물의 잔해에 대한 연구를 지칭할 수 있는 용어를 찾기 시작했다. 몇 가지 성공하지 못한 대안을 시도한 후, 그는 1822년 "고생물학(palaeontologie)"에 성공했다. 화석화된 유기체에 대한 연구를 일컫는 Blainville의 용어는 빠르게 대중화되었고 "고생물학(paleontology)"으로 영어화되었다.
1828년 Alexandre Brongniart의 아들인 식물학자 Adolphe Brongniart는 화석 식물의 역사에 대한 더 긴 작업에 대한 서문을 출판했다. Adolphe Brongniart는 식물의 역사를 대략 네 부분으로 나눌 수 있다고 결론지었다. 첫 번째 기간은 민꽃식물로 특징 지어졌다. 두 번째 기간은 침엽수의 출현이 특징이다. 세 번째 기간은 소철류의 출현을 가져오고 네 번째 기간은 꽃 피는 식물(예: 쌍떡잎식물)의 발달을 가져왔다. 이 각 기간 사이의 전환은 화석 기록의 급격한 불연속성으로 표시되며 기간 내에서 더 점진적인 변화가 나타난다. Brongniart의 작업은 고 식물학의 기초이며, 지구상의 생명체는 길고 복잡한 역사를 가지고 있으며, 다양한 동식물군이 차례로 출현했다는 이론을 강화했다. 그것은 또한 Brongniart가 석탄기 동안 북유럽의 기후가 열대였음이 틀림없다는 식물 화석을 보여주었다고 결론을 내렸기 때문에 지구의 기후가 시간이 지남에 따라 변했다는 생각을 지지했다. "고식물학"이라는 용어는 1884년에, "고문학"이라는 용어는 1944년에 만들어졌다.

### 파충류의 시대

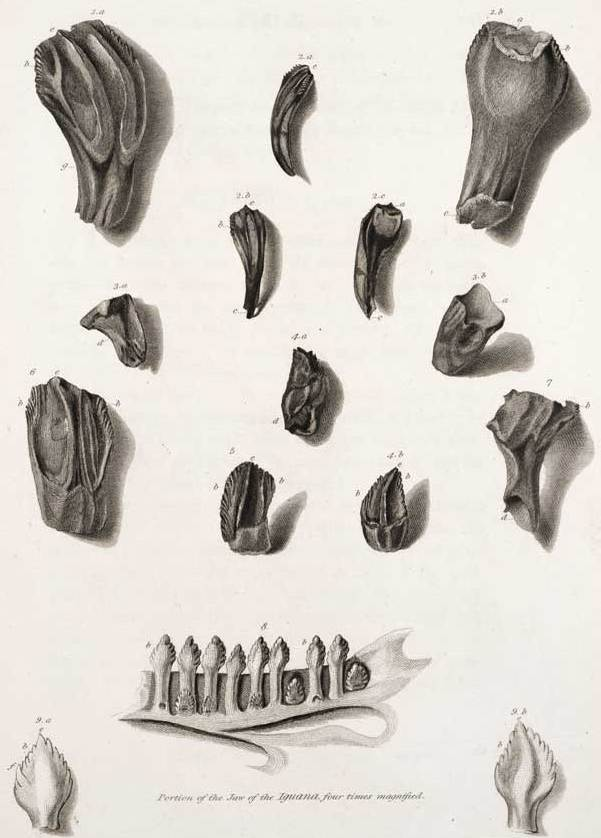
이구아노돈을 설명하는 Mantell의 1825년 논문에서. 현대 이구아나 턱이 있는 화석 이구아노돈 이빨의 그림을 비교.

1808년에 퀴비에는 Maastricht에서 발견된 거대한 해양 파충류로 나중에 Mosasaurus로 명명될 화석을 확인했다. 그는 또한 그림에서 바이에른에서 발견된 또 다른 화석이 날아다니는 파충류임을 확인하고 이름을 Pterodactylus로 지었다. 그는 이 화석들이 발견된 지층에 기초하여 그가 "포유류의 시대"라고 부르는 것 이전에 거대한 파충류가 살았다고 추측했다. 퀴비에의 추측은 향후 20년 동안 영국에서 만들어질 일련의 발견에 의해 뒷받침될 것이다. 11세부터 전문 화석 수집가인 메리 애닝(Mary Anning)은 라임 레지스의 쥐라기 해양 지층에서 많은 해양 파충류와 선사 시대 물고기의 화석을 수집했다. 여기에는 1811년에 수집된 최초의 어룡 골격과 1821년과 1823년에 발견된 최초의 두 개의 수장룡 골격이 포함된다. 메리 애닝은 그녀와 그녀의 오빠가 Ichthyosaurus 골격을 발견했을 때 겨우 12살이었다. 그녀의 발견 중 많은 부분이 지질학자인 William Conybeare, Henry De la Beche, William Buckland에 의해 과학적으로 기술되었다. 위석으로 알려진 돌 물체가 어룡 골격의 복부에서 자주 발견되는 것을 관찰한 사람은 애닝이었고, 그녀는 그러한 돌을 부수면 종종 작은 물고기 뼈와 비늘뿐만 아니라 화석화된 물고기 뼈도 포함되어 있다고 언급했다. 이것은 그녀가 버클랜드에게 그들이 화석화된 배설물이라고 제안하게 했으며, 그는 코프롤라이트라고 명명했으며 고대 먹이 사슬을 더 잘 이해하는 데 사용했다. 메리 애닝은 과학에 혁명을 일으킨 많은 화석 발견을 했다. 그러나 그녀의 경이적인 과학적 공헌에도 불구하고 그녀의 발견으로 공식적으로는 거의 인정을 받지 못했다. 그녀의 발견은 종종 그녀의 화석을 구입한 부유한 사람들의 공로로 인정되었다.
1824년 Buckland는 Stonesfield의 쥐라기 퇴적물에서 아래턱을 발견하고 설명했다. 그는 그 뼈가 그가 메갈로사우르스라고 불렀던 육식성 육상 파충류에 속한다고 결정했다. 같은 해 Gideon Mantell은 1822년에 Tilgate의 백악기 암석에서 발견한 일부 큰 이빨이 육지에 사는 거대한 초식성 파충류의 것임을 깨달았다. 이빨이 이구아나의 그것과 닮았기 때문에 그는 그것을 이구아노돈이라고 불렀다. 이 모든 것이 Mantell로 하여금 1831년에 "파충류의 시대"라는 제목의 영향력 있는 논문을 출판하게 하여, 지구가 거대한 파충류로 가득 찬 오랜 기간이 있었다는 증거를 요약하고 그 시대를 다음과 같이 구분했다. 다른 유형의 파충류가 처음 등장한 암석 지층은 트라이아스기, 쥐라기, 백악기의 현대 기간을 예상하는 세 가지 간격으로 나뉜다. 1832년 Mantell은 Tilgate에서 힐라에오사우루스라고 부를 갑옷 파충류의 부분 골격을 발견했다. 1841년 영국의 해부학자 리처드 오웬은 메갈로사우루스, 이구아노돈, 힐라에오사우루스를 위해 공룡의 새로운 분류를 만들었다.

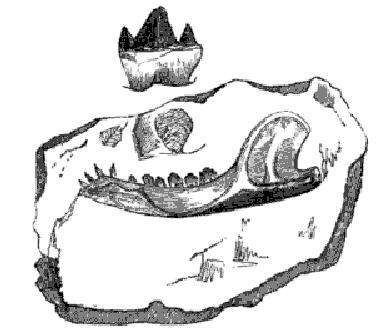
Gideon Mantell의 1848년 지질학 불가사의에 나오는 스톤스필드 포유류의 턱 화석 그림

거대한 파충류가 과거에 지구에 살았다는 이 증거는 과학계에서, 심지어 일부 일반 대중 사이에서도 큰 흥분을 불러일으켰다. 버클랜드는 메갈로사우루스 와 같은 지층에서 발견된 작은 원시 포유동물 파스콜로테리움(Phascolotherium)의 턱을 묘사했다. Stonesfield 포유류로 알려진 이 발견은 많은 논의가 된 이례적인 사건이었다. 퀴비에는 처음에 그것이 유대류라고 생각했지만 Buckland는 나중에 그것이 원시 태반 포유류라는 것을 깨달았다. 작은 크기와 원시적 특성으로 인해 Buckland는 그것이 가장 크고 가장 눈에 띄는 동물이 포유류가 아니라 파충류였던 파충류 시대의 전반적인 패턴을 무효화한다고 생각하지 않았다.

### 격변론, 동일과정설 및 화석 기록
살아있는 코끼리와 화석 코끼리에 관한 퀴비에의 획기적인 1796년 논문에서 그는 현재 형태로 대체될 생명체를 파괴한 단일 재앙을 언급했다. 멸종된 포유류에 대한 연구 결과, 그는 매머드 시대 이전에 팔레오테리움(Palaeotherium)과 같은 동물이 살았다는 것을 깨달았고, 이로 인해 일련의 동물군을 멸종시킨 여러 지질학적 재앙에 대해 글을 쓰게 되었다. 1830년까지 영국에서 고식물학과 공룡 및 해양 파충류 발견의 결과로 그의 아이디어를 둘러싼 과학적 합의가 이루어졌다.
자연신학이 19세기 초에 매우 영향력이 있었던 영국에서 버클랜드와 로버트 제임슨을 포함한 지질학자 그룹은 가장 퀴비에의 재앙 중 가장 최근의 것을 성서의 홍수와 명시적으로 연결해야 한다고 주장했다. 격변설은 영국에서는 다른 곳에서는 볼 수 없는 종교적 의미를 가지고 있었다.
부분적으로 그가 William Buckland와 홍수 지질학의 다른 실무자들에 의해 불건전하고 비과학적인 추측으로 본 것에 대한 반응으로 Charles Lyell은 그의 영향력 있는 저작 Principles of Geology에서 동일과 정설의 지질학적 이론을 옹호했다. 라이엘은 자신의 현장 연구와 다른 사람들의 연구를 통해 대부분의 지질학적 특징이 과거의 격변적 사건보다는 가황, 지진, 침식, 퇴적과 같은 오늘날의 힘의 느린 작용으로 설명될 수 있다는 증거를 수집했다.
라이엘은 또한 화석 기록의 파국적인 변화에 대한 명백한 증거와 심지어 생명의 역사에서 방향성 천이의 출현조차도 그 기록의 불완전성으로 인한 환상이라고 주장했다. 예를 들어, 그는 초기 화석 지층에서 새와 포유류가 없었던 것은 해양 유기체가 더 쉽게 화석화된다는 사실에 기인한 화석 기록의 불완전성에 불과하다고 주장했다.
또한 라이엘은 스톤스필드 포유류가 포유류보다 반드시 파충류가 먼저 있었던 것은 아니라는 증거와 특정 플라이스토세 지층이 멸종된 종과 아직 살아남은 종의 혼합을 보여주었다는 사실을 지적했는데, 그는 멸종이 재앙적인 사건의 결과라기보다는 단편적으로 일어났다는 것을 보여주었다고 말했다.
라이엘은 지질학자들에게 지구의 지질학적 특징이 장기간에 걸쳐 작용하는 오늘날에도 관찰될 수 있는 동일한 지질학적 힘의 작용에 크게 기인한다는 생각을 확신시키는 데 성공했다. 그는 방향성 천이 이론을 지지하지 않는다고 믿었던 화석 기록에 대한 자신의 견해에 대한 지지를 얻는 데 성공하지 못했다.

### 종의 변이와 화석 기록
19세기 초 Jean Baptiste Lamarck는 종의 변환 이론을 주장하기 위해 화석을 사용했다. 화석이 발견하고 생명이 시간이 지남에 따라 변했다는 새로운 증거는 향후 수십 년 동안 이 주제에 대한 추측을 부추겼다. 로버트 챔버스(Robert Chambers)는 1844년에 출판된 그의 유명한 과학 저서인 창조 자연사의 흔적(Vestiges of the Natural History of Creation)에서 화석 증거를 사용했는데, 이 책에서는 우주와 지구 생명체의 진화적 기원을 옹호했다. Lamarck의 이론처럼 그것은 삶이 단순한 것에서 복잡한 것으로 발전했다고 주장했다. 이러한 초기 진화론적 아이디어는 과학계에서 널리 논의되었지만 과학적 주류로 받아들여지지 않았다. 변성 이론에 대한 많은 비평가들은 그들의 주장에 화석 증거를 사용했다. 공룡이라는 용어를 만든 동일한 논문에서 리처드 오웬은 공룡이 최소한 현대의 파충류만큼 정교하고 복잡하다고 지적했는데, 그는 이를 모순된 변환 이론이라고 주장했다. Hugh Miller는 Old Red Sandstone 지층에서 발견된 화석 어류는 후기의 어류만큼 완전히 복잡했으며 Vestiges 가 주장하는 원시 형태가 아니라고 지적하면서 비슷한 주장을 할 것이다. 이러한 초기 진화론이 주류 과학으로 받아들여지는 데는 실패했지만, 이에 대한 논쟁은 몇 년 후 자연 선택에 의한 다윈의 진화론이 수용되는 길을 닦는 데 도움이 될 것이다.

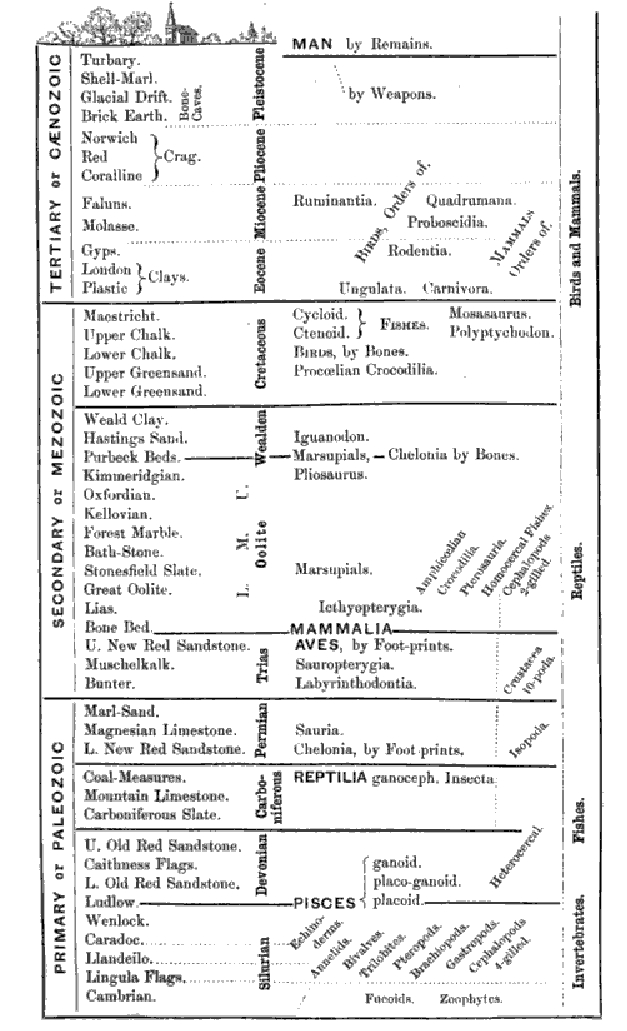
Richard Owen의 1861년 책에서 지질학적 시간 척도는 주요 동물 유형의 출현을 보여준다.

### 지질학적 시간 척도와 생명의 역사
Adam Sedgwick 및 Roderick Murchison과 같은 지질학자들은 데본기 대 논쟁과 같은 논쟁의 과정에서 층서학의 발전을 계속했다. 그들은 캄브리아기, 실루리아기, 데본기, 페름기 와 같이 새로 인식된 지질 학적 기간을 설명했다 . 점점 더 이러한 층서학의 발전은 데본기 논쟁과 그 해결에 역할을 한 William Lonsdale (산호화석)과 John Lindley (화석 식물)와 같은 특정 유형의 화석에 대한 전문 지식을 가진 전문가의 의견에 의존했다. 1840년대 초반까지 지질학적 시간 척도의 상당 부분이 개발되었다.
1841년에 John Phillips는 화석 기록의 급격한 단절에 기초하여 지질주상도를 고생대, 중생대, 신생대의 세 가지 주요 시대로 공식적으로 나누었다. 그는 중생대 세 시대와 오르도비스기를 제외한 모든 고생대 시대를 확인했다. 지질학적 시간 척도에 대한 그의 정의는 오늘날에도 여전히 사용된다. 기간의 절대 날짜를 지정하는 방법이 없는 상대적인 시간 척도로 남아 있었다.

### 지질학 및 고생물학의 확장 및 전문화

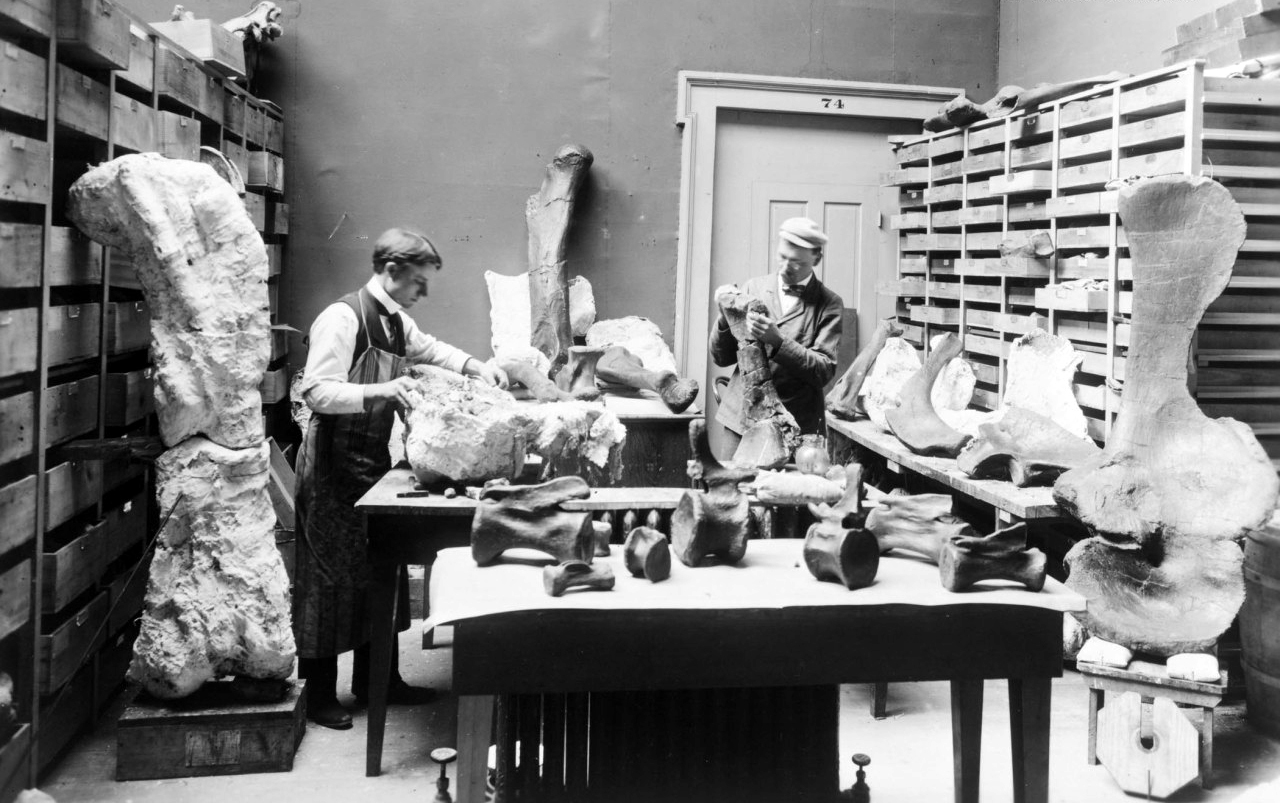
Field Columbian Museum의 고생물학 연구실에서 Elmer Riggs 와 HW Menke, 1899.

1830년대와 1840년대에 지질학과 고생물학의 급속한 발전은 점점 더 많은 지질 학회에서 조직하고 검토한 작업을 수행하는 지질학자와 화석 전문가의 국제 네트워크가 증가하는 데 도움이 되었다.
이러한 지질학자와 고생물학자 중 다수는 이제 대학, 박물관 및 정부 지질 조사 기관에서 일하는 유급 전문가였다. 지구과학에 대한 상대적으로 높은 수준의 대중적 지지가 이루어진 이유는 그들의 문화적 영향과 석탄과 같은 광물 자원 개발에 도움이 되는 입증된 경제적 가치 때문이었다.
또 다른 중요한 요소는 18세기 후반과 19세기 초반에 대규모 자연사 컬렉션을 소장한 박물관의 발전이었다. 이 박물관은 전 세계 수집가로부터 표본을 받았고 비교 해부학 및 형태학 연구의 중심지 역할을 했다. 이러한 학문은 기술적으로 정교한 자연사 형태의 발전에 핵심적인 역할을 했다. 최초이자 가장 중요한 예 중 하나는 19세기 초반 수십 년 동안 자연사 발전의 중심에 있었던 파리의 자연사 박물관이었다. 이곳은 1793년 프랑스 국회의사당에 의해 설립되었으며, 왕실 컬렉션과 프랑스 혁명 기간 동안 몰수한 귀족의 개인 컬렉션을 기반으로 했으며 나폴레옹 전쟁 중 프랑스 군대가 정복하면서 압수한 자료로 확장되었다. 파리 박물관은 퀴비에와 그의 전문 라이벌인 Geoffroy Saint-Hilaire의 전문 기지였다. 영국의 해부학자 로버트 그랜트와 리처드 오웬은 모두 그곳에서 시간을 보냈다. Owen은 Royal College of Surgeons 박물관에서 일하는 동안 최고의 영국 형태학자가 되었다.

## 19세기 후반

### 진화

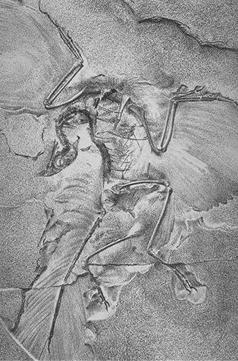
1881년 베를린 자연사 박물관에서 촬영된 두 번째 시조새 골격 사진

1859년 찰스 다윈의 종의 기원에 대한 출판은 모든 생명 과학, 특히 고생물학에서 분수령이 된 사건이었다. 화석은 다윈 이론의 발전에 중요한 역할을 했다. 특히 그는 그때 그가 생각했던 거대 아르마딜로, 거대한 나무 늘보, 그 당시 대륙에 아직 살고 있는 종과 관련이 있는 것으로 보이는 거대한 라마라고 생각했던 것들에 대해 남아메리카에서 수집한 화석에 깊은 인상을 받았다. 종의 기원의 출판 직후 시작된 과학적 논쟁은 화석 기록에서 과도기 화석과 다른 진화 증거를 찾기 위한 공동의 노력으로 이어졌다. 초기 성공이 상당한 대중의 관심을 끌었던 두 가지 영역, 즉 파충류와 조류 간의 전환과 현대 외발가락 말의 진화가 있었다.
1861년에 이빨과 깃털이 모두 있고 다른 파충류와 조류의 특징이 혼합된 동물인 시조새의 첫 번째 표본이 바이에른의 석회암 채석장에서 발견되었으며 Richard Owen이 기술했다. 다른 하나는 1870년대 후반에 발견되어 1881년 베를린 자연사 박물관에 전시되었다. 다른 원시 이빨 새는 1872년 캔자스의 Othniel Marsh에 의해 발견되었다. Marsh는 또한에오세(Eocene)의 작은 5개 발가락 Hyracotherium에서 Equus 속의 훨씬 더 큰 단일 발가락 현대 말까지 말의 진화를 추적하는 데 도움이 되는 미국 서부에서 여러 원시 말의 화석을 발견했다. Thomas Huxley는 진화론을 옹호하는 데 말과 새의 화석을 광범위하게 사용했다. 진화의 수용은 과학계에서 빠르게 일어났지만 다윈이 제안한 자연 선택 메커니즘을 그 배후의 원동력으로 수용하는 것은 훨씬 덜 보편적이었다. 특히 에드워드 드링커 코프(Edward Drinker Cope)와 헨리 페어필드 오스본(Henry Fairfield Osborn)과 같은 일부 고생물학자들은 그들이 진화에서 선형 경향으로 인식한 것을 설명하기 위해 신라마르크주의(neo- Lamarckism, 삶 동안 획득한 특성의 유전, orthogenesis, 특정 방향으로의 변화에 대한 타고난 충동)와 같은 대안을 선호했다.

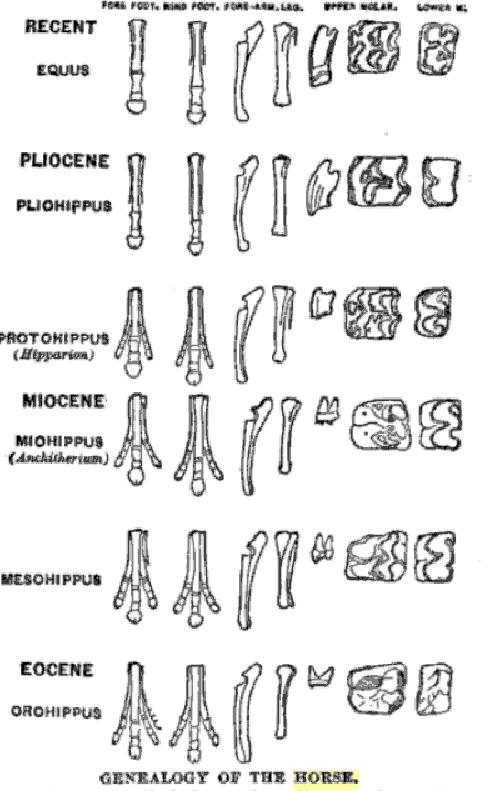
말의 발과 이빨의 진화에 대한 OC Marsh의 도표, TH Huxley의 1876년 책, 미국의 Huxley 교수에서 재현

인간 진화에 대한 관심도 컸다. 네안데르탈인 화석은 1856년에 발견되었지만 현생인류와 다른 종을 나타내는 것인지는 분명하지 않았다. Eugene Dubois는 1891년에 인간과 유인원의 중간에 있는 것으로 보이는 종의 첫 번째 화석 증거인 자바 원인을 발견하여 센세이션을 일으켰다.

### 북미의 발전
19세기 후반의 주요 발전은 북미에서 고생물학의 급속한 확장이었다. 1858년 Joseph Leidy는 하드로사우루스의 골격을 기술했는데, 이것은 좋은 유적에서 기술된 최초의 북미 공룡이었다. 그러나 실제로 화석 수집의 확장을 촉진한 것은 남북 전쟁 이후에 캔자스 및 미국 서부의 다른 지역으로 철도, 군사 기지 및 정착지가 서부로 대규모 확장된 것이었다. 그 결과 백악기 일부 기간 동안 캔자스 주와 미국 중서부의 대부분을 덮은 서부 내해의 발견, 원시의 몇 가지 중요한 화석의 발견을 포함하여 북미의 자연사에 대한 이해가 높아졌다. 새와 말, 그리고 알로사우루스, 스테고사우르스, 트리케라톱스를 포함한 수많은 새로운 공룡 속의 발견이 있었다. 이 활동의 대부분은 Othniel Marsh와 Edward Cope 사이의 치열한 개인적, 직업적 경쟁의 일부였으며, 이는 공룡 화석 전쟁으로 알려지게 되었다.

## 20세기의 발전 개요

### 지질학의 발전
지질학의 두 가지 20세기 발전은 고생물학에 큰 영향을 미쳤다. 첫 번째는 절대 연대를 지질학적 시간 척도에 할당할 수 있는 방사성 연대 측정의 개발이었다. 두 번째는 판 구조론으로 고대 생명체의 지리적 분포를 이해하는 데 도움이 되었다.

### 고생물학의 지리적 확장
20세기 동안 고생물학적 탐사는 모든 곳에서 강화되었고 대부분 유럽과 북미 활동이 중단되었다. Buckland의 첫 번째 발견과 1969년 사이의 135년 동안 총 170개의 공룡 속이 기술되었다. 1969년 이후 25년 동안 그 숫자는 315개로 증가했다. 이러한 증가의 대부분은 특히 남아메리카와 아프리카에서 이전에 거의 탐사되지 않은 지역에서 새로운 암석 노출에 대한 조사 때문이었다. 20세기 말에 중국이 체계적인 화석 탐사를 시작하면서 공룡과 새와 포유류의 기원에 대한 풍부한 자료를 얻을 수 있었다. 또한 1990년대에 중국의 캄브리아기 화석 유적지인 Chengjiang 동물군에 대한 연구는 척추동물의 기원에 대한 중요한 단서를 제공했다.

### 대량 멸종
20세기는 대량 멸종 사건과 그것이 생명의 역사 과정에 미친 영향에 대한 관심의 주요 갱신을 보았다. 이것은 Luis와 Walter Alvarez가 충돌 사건이 다른 많은 생물과 함께 비조류 공룡을 죽인 백악기-팔레오기 대량 절멸을 일으켰다고 주장하는 Alvarez 가설을 제시한 1980년 이후에 특히 사실이었다. 또한 1980년대 초 Jack Sepkoski와 David M. Raup은 해양 무척추동물의 화석 기록에 대한 통계적 분석을 담은 논문을 발표했는데, 이 논문에서는 생명체의 진화 역사에 중요한 의미를 지닌 반복되는 대량 멸종의 패턴(주기적일 수 있음)을 밝혔다.

### 진화 경로와 이론

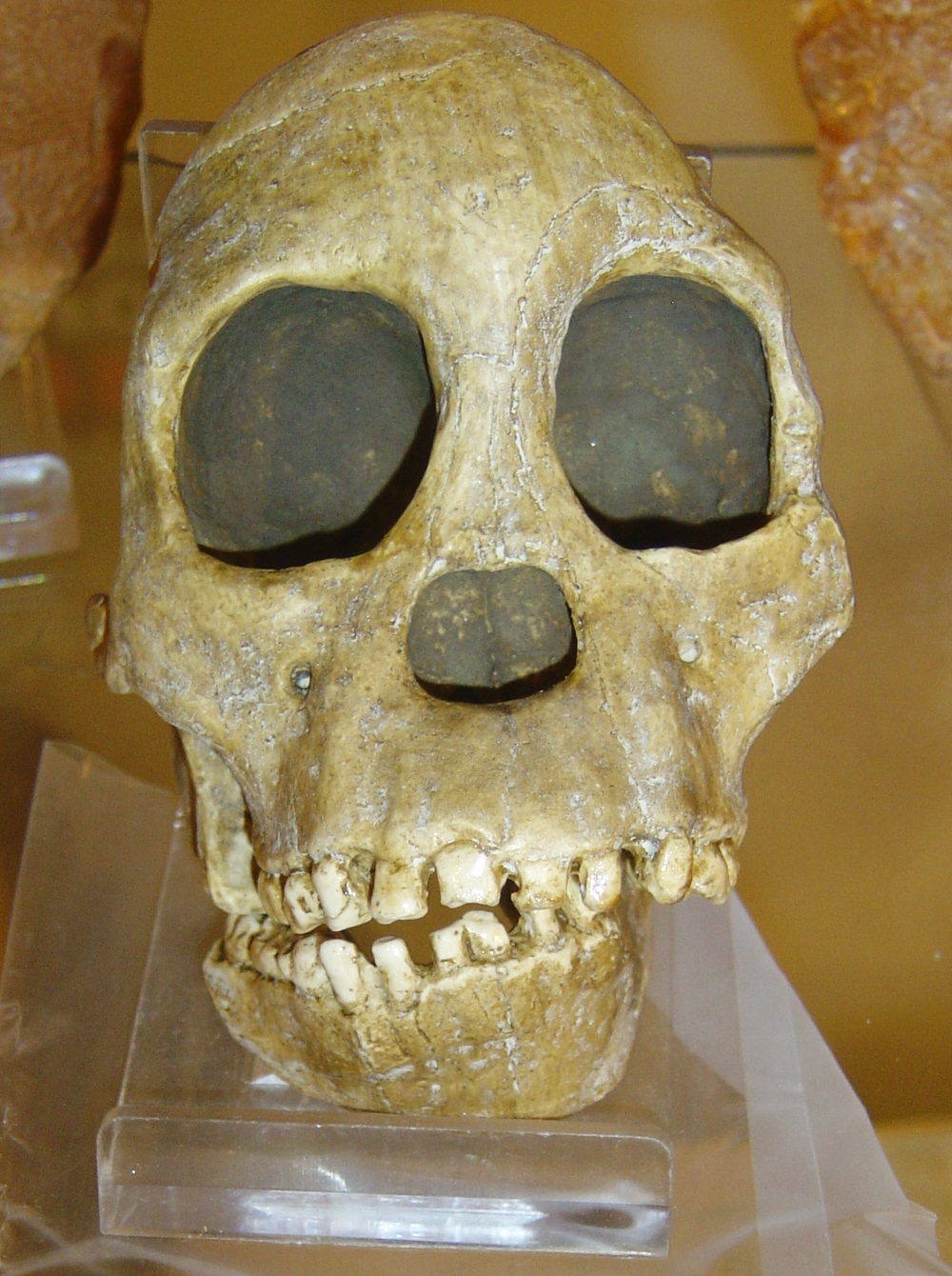
1924년 남아프리카에서 발견된 타웅 아이 화석

20세기 내내 새로운 화석 발견은 진화가 취한 경로를 이해하는데 기여했다. 예를 들어 1930년대부터 그린란드에서 발견된 주요 분류학적 전환(1980년대에 더 많이 발견됨), 어류에서 네발동물의 진화를 설명하는 화석, 1990년대에 중국에서 발견된 공룡-조류 화석이 포함된다.상당한 관심을 끈 다른 사건으로는 고래 진화에 빛을 비추는 파키스탄에서 일련의 화석 발견과 20세기에 걸쳐 아프리카에서 가장 유명한 일련의 화석 발견이 있었다(1924년 타웅 아이로 시작하여). 이는 인간 진화 과정을 밝히는 데 도움이 되었다 . 점점 더 20세기 말에 고생물학과 분자 생물학의 결과가 합쳐져 상세한 계통수가 나타났다.
고생물학의 결과는 또한 진화론의 발전에 기여했다. 1944년 조지 게이로드 심슨(George Gaylord Simpson)은 진화의 템포와 모드(Tempo and Mode in Evolution)를 출판했는데, 이 책은 정량적 분석을 사용하여 화석 기록이 선형보다는 자연 선택과 유전적 이동에 의해 주도된 진화의 옹호자들에 의해 예측된 분기, 무방향성 패턴과 일치한다는 것을 보여주었다. 이전에 신라마르크주의와 orthogenesis의 옹호자들이 예측한 경향. 이 통합된 고생물학은 현대 진화론적 종합으로 통합되었다. 1972년 Niles Eldredge 와 Stephen Jay Gould는 화석 증거를 사용하여 단속 평형 이론을 옹호했는데, 이 이론은 진화가 상대적으로 긴 기간의 정지와 비교적 빠른 변화의 훨씬 짧은 기간으로 특징 지어진다고 주장한다.

### 캄브리아기 폭발

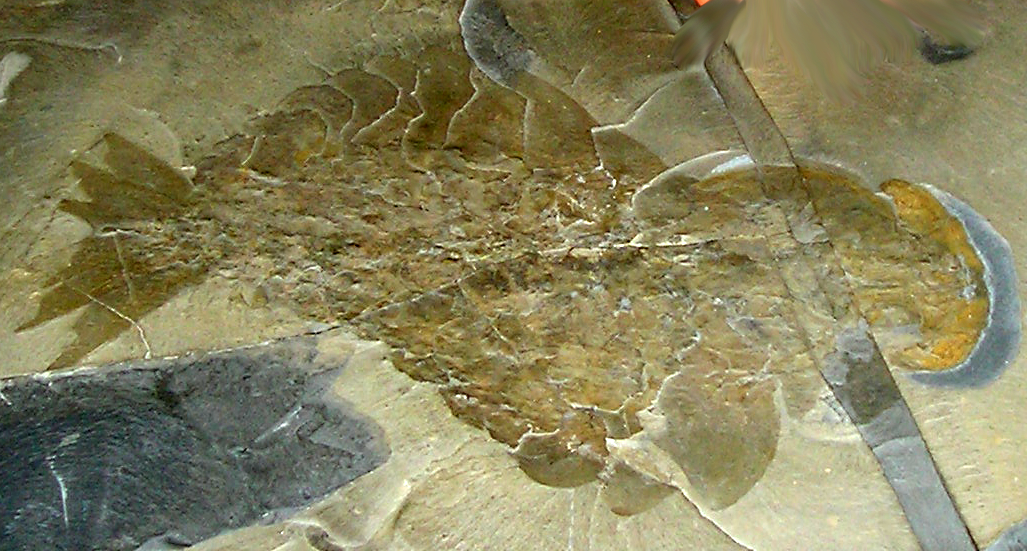
Burgess 혈암에서 완전한 Anomalocaris 화석

1980년대, 1990년대 및 그 이후에 많은 활동이 있었던 고생물학 분야 중 하나는 독특한 신체 구조를 가진 다양한 동물 문(phyla)이 처음 나타나는 캄브리아기 폭발에 대한 연구이다. 잘 알려진 Burgess Shale Cambrian 화석 유적지는 Charles Doolittle Walcott에 의해 1909년에 발견되었으며, 1912년에는 중국 Chengjiang에서 또 다른 중요한 유적지가 발견되었다. 그러나 1980년대 Harry B. Whittington, Derek Briggs, Simon Conway Morris 등 다른 사람들의 새로운 분석은 새로운 관심을 불러일으켰고, 그린란드에서 중요한 새로운 화석 유적지인 Sirius Passet의 발견과 1989년 스티븐 제이 굴드(Stephen Jay Gould)가 저술한 유명하지만 논란의 여지가 있는 책, Wonderful Life가 나왔다.

### 선캄브리아기 화석

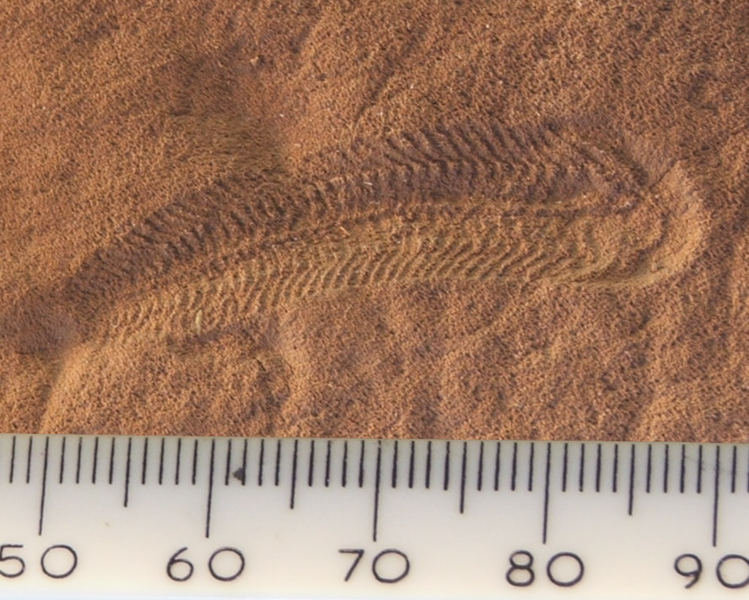
에디아카라에서 발견된 스프리기나 화석

1950년 이전에는 캄브리아기 이전의 생명체에 대해 널리 받아들여진 화석 증거가 없었다. 찰스 다윈이 종의 기원(Origin of Species)을 썼을 때 그는 캄브리아기의 비교적 복잡한 동물 이전에 생명체에 대한 화석 증거가 없다는 것이 진화론에 대한 잠재적인 논쟁임을 인정했지만 그러한 화석이 종의 기원에서 발견될 것이라는 희망을 표현했다. 미래. 1860년대에 선캄브리아기 화석의 발견에 대한 주장이 있었지만, 이것들은 나중에 유기적 기원이 아닌 것으로 밝혀졌다. 19세기 후반 Charles Doolittle Walcott은 스트로마톨라이트와 캄브리아기 이전 생명체의 다른 화석 증거를 발견했지만, 당시에는 이러한 화석의 유기적 기원에 대해서도 논란이 있었다. 이것은 1950년대에 스트로마톨라이트를 만든 박테리아의 미세화석과 함께 더 많은 스트로마톨라이트의 발견과 소련 과학자 Boris Vasil'evich Timofeev가 일련의 논문을 발표하면서 변하기 시작했다.Martin Glaessner 가 1940년대 후반 호주의 Ediacaran 언덕에서 Reginald Sprigg에 의해 발견된 연체 동물의 화석이 실제로 Sprigg가 원래 믿었던 것처럼 초기 캄브리아기가 아니라 선캄브리아기의 화석임을 보여주었을 때 중요한 돌파구가 생겨날 것이다. 20세기 말까지 고생물학은 생명의 역사가 최소 35억 년 전으로 거슬러 올라간다는 것을 확립했다.

## 같이 보기
- 생물학의 역사
- 진화 사상사
- 과학사
- 고생물학 연대표